# London Motors
London Motors Ltd. war ein kanadischer Hersteller von Automobilen.

## Unternehmensgeschichte
William R. Stansell, der vorher Brock Motors betrieb, gründete im Sommer 1921 das Unternehmen in London. Er begann mit der Produktion von Automobilen. Der Markenname lautete London Six. 1924 endete die Produktion. Insgesamt entstanden 98 Fahrzeuge. Anfang 1925 wurde das Unternehmen aufgelöst.

## Fahrzeuge
Im Angebot standen teure Modelle. Sie hatten einen großen Sechszylindermotor von Herschell-Spillman. 3,25 Zoll (82,55 mm) Bohrung und 5 Zoll (127 mm) Hub ergaben 4078 cm³ Hubraum. Zur Wahl standen offene Tourenwagen und geschlossene Limousinen.
Julian Byng, 1. Viscount Byng of Vimy und seine Frau wurden bei einem Besuch in London in einen London Six gefahren.